# 7546-os mellékút (Magyarország)
A 7546-os számú mellékút egy szűk hét kilométer hosszú, négy számjegyű országos közút Zala vármegyében, a Zalai-dombság középső részén. A szűkebb környezetében központi szerepet betöltő Gutorfölde községet kapcsolja össze északnyugati szomszédjaival.

## Nyomvonala
A 7543-as útból ágazik ki, annak 12,850-es kilométerszelvénye közelében, Gutorfölde központjában. Nyugat felé indul, a belterületen Táncsics utca néven húzódik, egyre északabbi irányt véve. Keresztezi a Berek-patakot és a Rédics–Zalaegerszeg-vasútvonal vágányait, majd az útátjárót elhagyva, 500 méter megtétele után egy időre a sínek mellé kanyarodik, nyugat-délnyugati irányba.
Itt már Náprádfa községrészben halad, Jókai Mór utca néven, és kevéssel a vasúti keresztezés után el is távolodik a vágányoktól, de még jó darabig a településrészen húzódik, csak 2,2 kilométer után hagyja el annak utolsó házait. Harmadik kilométerénél lép át Csertalakos területére, melynek házait elérve, 3,4 kilométer után északnak fordul. 4,1 kilométer után már ismét külterületen húzódik, 4,7 kilométer után pedig újabb községhatárt lép át, innentől már Mikekarácsonyfa területén húzódik.
A két elkülönülő településrészből álló községen belül először Mikefa házait éri el, az ötödik kilométere előtt – ott a neve Kossuth Lajos utca –, majd 5,9 kilométer után nyugatnak fordul, keresztezi a Cserta folyását és Karácsonyfa területére ér, változatlanul Kossuth Lajos nevét viselve. Alighogy elhalad Karácsonyfa legnyugatibb házai mellett, beletorkollik a 7547-es útba, annak 3,350-es kilométerszelvénye közelében, és ott véget is ér.
Teljes hossza, az országos közutak térképes nyilvántartását szolgáló kira.gov.hu adatbázisa szerint 6,709 kilométer.

## Települések az út mentén
- Gutorfölde
- Csertalakos
- Mikekarácsonyfa

## Hídjai
Fontosabb hídjai közé tartozik a náprádfai Berek-patak-híd a 0+370-es kilométerszelvényben és a mikekarácsonyfai Cserta-híd az 5+971-es kilométerszelvényében; előbbit 1962-ben adták át a forgalomnak, utóbbi a következő évben. Mindkettő monolit vasbeton lemezszerkezetű hídként épült, a náprádfai híd nyílásköze 10,6, teljes szerkezeti hossza 11,9 méter, míg a Cserta-híd nyílásköze 17,0, teljes szerkezeti hossza pedig 18,4 méter.